# Rebecca Jensen
Rebecca Jensen (* 19. November 1972) ist eine ehemalige US-amerikanische Tennisspielerin. 

## Karriere
Jensen bestritt im März 1993 in Key Biscayne ihr erstes Profimatch. Ihre größten Erfolge bei Grand-Slam-Turnieren erzielte sie 1994 in der Doppelkonkurrenz der US Open sowie 1995 im Mixed-Wettbewerb der Wimbledon Championships jeweils mit dem Erreichen der zweiten Runde.